# Alarme totale
Pour plus de détails, voir Fiche technique et Distribution.
Alarme totale ou La Folle Excursion de National Lampoon au Québec (National Lampoon's Senior Trip) est un film américain réalisé par Kelly Makin (en), sorti en 1995.

## Synopsis
Surpris en train de faire la fête dans la maison du proviseur, D'Agostino et sa bande sont envoyés en colle avec l'obligation d'écrire une lettre au Président des États-Unis sur le thème de l'amélioration du système éducatif ! Arrivée à destination, celle-ci va miraculeusement retenir l'attention du Président qui invite le petit groupe le plus turbulent du collège, à venir présenter son projet devant le Congrès à Washington. Il va leur arriver diverses aventures, plus déjantées les unes que les autres.

## Fiche technique
- Titre : Alarme Totale
- Titre québécois : La Folle Excursion de National Lampoon
- Titre original : National Lampoon's Senior Trip
- Réalisation : Kelly Makin
- Production : Wendy Grean et Peter Morgan
- Musique : Steve Bartek
- Décors : Gregory P. Keen
- Société de distribution : New Line Cinema
- Société de production : Alliance Films
- Scénario : Roger Kumble et I. Marlene King
- Productrice : Wendy Grean
- Photographie : François Protat
- Compositeur : Steve Bartek
- Genre : Aventure, comédie
- Durée : 87 minutes
- Pays d'origine :  États-Unis
- Langue originale : anglais
- Dates de sortie :
  - États-Unis : 8 septembre 1995 au cinéma
  - France : 5 avril 2000 en DVD

## Distribution
- Matt Frewer (V. Q. : Benoît Marleau) : Principal Todd Moss
- Valerie Mahaffey (V. Q. : Lisette Dufour) : Miss Tracy Milford
- Lawrence Dane : Sénateur John Lerman
- Tommy Chong : Red
- Jeremy Renner (V. Q. : Antoine Durand) : Mark D'Agostino
- Danny Smith : Virus
- Kevin McDonald : Travis Lindsey
- Eric Edwards : Miosky
- Tara Strong : Carla Morgan
- Nicole de Boer : Meg Smith
- Rob Moore (V. Q. : François Sasseville) : Reggie Barry
- Lawrence Dane (V. Q. : Ronald France) : Sénateur Lerman
- Jack Jessop (V. Q. : Claude Préfontaine) : M. Bloom
- Fiona Loewi (V. Q. : Hélène Lasnier) : Lisa Perkins

Source et légende : Version québécoise (V. Q.) sur Doublage Québec.